# Tour de France 2011
Il Tour de France 2011, novantottesima edizione della Grande Boucle, iniziato il 2 luglio 2011, si è svolto fino al 24, lungo un percorso di 3 430,5 km. 
La vittoria finale è andata, per la prima ed unica volta, al passista-cronoman australiano della BMC Racing Team Cadel Evans (al terzo e ultimo podio della carriera nella Grande Boucle dopo i secondi posti nelle edizioni 2007 e 2008). Evans, all'epoca 34enne, concluse la corsa con il tempo di 86h12'22". Proveniente dal settore ciclistico della mountain bike nei primissimi anni della sua carriera, Evans si era rivelato un ottimo ciclista su strada nelle corse in linea ed anche nelle corse a tappe. Egli era stato nel 2007 il primo australiano a salire sul podio della Grande Boucle e nel 2011 diventò il primo australiano a vincere non solo la corsa a tappe francese, ma un Grande Giro in generale.
Il podio della edizione 2011 del Tour de France venne completato dai due fratelli lussemburghesi Schleck: fu la prima volta nella storia del Tour che due fratelli occuparono posizioni del podio della stessa edizione. Al secondo posto della classifica generale si piazzò lo scalatore Andy Schleck (per la terza ed ultima volta sul podio del Tour; per lui si trattò della seconda volta sulla piazza d'onore dopo la vittoria nel 2010), mentre al terzo posto della graduatoria generale si classificò il fratello maggiore di Andy, lo scalatore Fränk Schleck (al primo ed ultimo podio della carriera al Tour de France).

## Percorso
Il Tour de France 2011 consta di 21 tappe per complessivamente 3430,5 km. Nel percorso vi sono dieci tappe in pianura, sei in montagna, quattro arrivi in salita (Luz Ardiden, Plateau de Beille, Galibier Serre-Chevalier e Alpe d'Huez), tre tappe collinari e due tappe a cronometro, di cui una a squadre di 23 km a Les Essarts e una individuale di 42,5 km a Grenoble. Tra la nona e la decima tappa e fra la quindicesima e la sedicesima tappa sono previste due giornate di riposo. I GPM di Seconda Categoria, Prima Categoria ed Hors Catégorie sono ventitré. Nessun abbuono è assegnato agli arrivi di tappa e nei traguardi volanti. L'arrivo della diciottesima tappa, ai 2 645 metri d'altitudine del Galibier, è il più alto della storia del Tour de France.

## Tappe
| Tappa  | Data      | Percorso                                    | km      | Vincitore di tappa   | Leader cl. generale |
| ------ | --------- | ------------------------------------------- | ------- | -------------------- | ------------------- |
| 1ª     | 2 luglio  | Passage du Gois > Mont des Alouettes        | 191,5   | Philippe Gilbert     | Philippe Gilbert    |
| 2ª     | 3 luglio  | Les Essarts > Les Essarts (cron. a squadre) | 23      | Team Garmin-Cervélo  | Thor Hushovd        |
| 3ª     | 4 luglio  | Olonne-sur-Mer > Redon                      | 198     | Tyler Farrar         | Thor Hushovd        |
| 4ª     | 5 luglio  | Lorient > Mûr-de-Bretagne                   | 172,5   | Cadel Evans          | Thor Hushovd        |
| 5ª     | 6 luglio  | Carhaix > Cap Fréhel                        | 164,5   | Mark Cavendish       | Thor Hushovd        |
| 6ª     | 7 luglio  | Dinan > Lisieux                             | 226,5   | Edvald Boasson Hagen | Thor Hushovd        |
| 7ª     | 8 luglio  | Le Mans > Châteauroux                       | 218     | Mark Cavendish       | Thor Hushovd        |
| 8ª     | 9 luglio  | Aigurande > Super-Besse Sancy               | 189     | Rui Faria da Costa   | Thor Hushovd        |
| 9ª     | 10 luglio | Issoire > Saint-Flour                       | 208     | Luis León Sánchez    | Thomas Voeckler     |
|        | 11 luglio | giorno di riposo                            |         |                      |                     |
| 10ª    | 12 luglio | Aurillac > Carmaux                          | 158     | André Greipel        | Thomas Voeckler     |
| 11ª    | 13 luglio | Blaye-les-Mines > Lavaur                    | 167,5   | Mark Cavendish       | Thomas Voeckler     |
| 12ª    | 14 luglio | Cugnaux > Luz-Ardiden                       | 211     | Samuel Sánchez       | Thomas Voeckler     |
| 13ª    | 15 luglio | Pau > Lourdes                               | 152,5   | Thor Hushovd         | Thomas Voeckler     |
| 14ª    | 16 luglio | Saint-Gaudens > Plateau de Beille           | 168,5   | Jelle Vanendert      | Thomas Voeckler     |
| 15ª    | 17 luglio | Limoux > Montpellier                        | 192,5   | Mark Cavendish       | Thomas Voeckler     |
|        | 18 luglio | giorno di riposo                            |         |                      |                     |
| 16ª    | 19 luglio | Saint-Paul-Trois-Châteaux > Gap             | 162,5   | Thor Hushovd         | Thomas Voeckler     |
| 17ª    | 20 luglio | Gap > Pinerolo (ITA)                        | 179     | Edvald Boasson Hagen | Thomas Voeckler     |
| 18ª    | 21 luglio | Pinerolo (ITA) > Galibier Serre-Chevalier   | 200,5   | Andy Schleck         | Thomas Voeckler     |
| 19ª    | 22 luglio | Modane Valfréjus > Alpe d'Huez              | 109,5   | Pierre Rolland       | Andy Schleck        |
| 20ª    | 23 luglio | Grenoble > Grenoble (cron. individuale)     | 42,5    | Tony Martin          | Cadel Evans         |
| 21ª    | 24 luglio | Créteil > Parigi (Champs-Élysées)           | 95      | Mark Cavendish       | Cadel Evans         |
| Totale | Totale    | Totale                                      | 3 430,5 |                      |                     |

## Squadre e corridori partecipanti
Al Tour de France 2011 sono state invitate 22 squadre, le diciotto iscritte all'UCI ProTour più quattro formazioni con licenza Professional Continental, le francesi Cofidis, le Crédit en Ligne, FDJ, Saur-Sojasun e Team Europcar.
| N.      | Cod. | Squadra               |
| ------- | ---- | --------------------- |
| 1-9     | SBS  | Saxo Bank-Sungard     |
| 11-19   | LEO  | Team Leopard-Trek     |
| 21-29   | EUS  | Euskaltel-Euskadi     |
| 31-39   | OLO  | Omega Pharma-Lotto    |
| 41-49   | RAB  | Rabobank Cycling Team |
| 51-59   | GRM  | Team Garmin-Cervélo   |
| 61-69   | AST  | Pro Team Astana       |
| 71-79   | RSH  | Team RadioShack       |
| 81-89   | MOV  | Movistar Team         |
| 91-99   | LIQ  | Liquigas-Cannondale   |
| 101-109 | ALM  | AG2R La Mondiale      |

| N.      | Cod. | Squadra                     |
| ------- | ---- | --------------------------- |
| 111-119 | SKY  | Sky Procycling              |
| 121-129 | QST  | Quickstep Cycling Team      |
| 131-139 | FDJ  | FDJ                         |
| 141-149 | BMC  | BMC Racing Team             |
| 151-159 | COF  | Cofidis, le Crédit en Ligne |
| 161-169 | LAM  | Lampre-ISD                  |
| 171-179 | HTC  | HTC-Highroad                |
| 181-189 | EUC  | Team Europcar               |
| 191-199 | KAT  | Katusha Team                |
| 201-209 | VCD  | Vacansoleil-DCM             |
| 211-219 | SAU  | Saur-Sojasun                |

## Resoconto degli eventi
In questa edizione del Tour il vincitore Evans vestì la maglia gialla soltanto al termine delle ultime due tappe sulle 21 previste. Decisiva la penultima frazione a cronometro per la rimonta su Andy Schleck.
Per le classifiche accessorie: la classifica degli scalatori (maglia a pois) fu vinta dallo spagnolo Samuel Sánchez; la classifica a punti (maglia verde) se l'aggiudicò il britannico Mark Cavendish; miglior giovane (maglia bianca) fu il francese Pierre Rolland; il francese Jérémy Roy ottenne il titolo di supercombattivo; infine, il Team Garmin-Cervélo conquistò la graduatoria a squadre.
Con cinque successi di tappa, il britannico Mark Cavendish è stato il ciclista ad aver vinto il maggior numero di frazioni in questa edizione della Grande Boucle.

## Dettagli delle tappe

### 1ª tappa

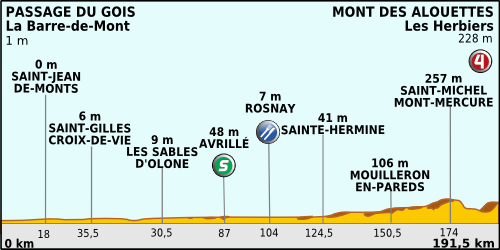
Profilo altimetrico della 1ª tappa

- 2 luglio: Passage du Gois La Barre-de-Monts > Mont des Alouettes Les Herbiers – 191,5 km

Risultati
| Pos. | Corridore        | Squadra      | Tempo    |
| ---- | ---------------- | ------------ | -------- |
| 1    | Philippe Gilbert | Omega Pharma | 4h41'31" |
| 2    | Cadel Evans      | BMC          | a 3"     |
| 3    | Thor Hushovd     | Garmin       | a 6"     |

| Pos. | Corridore        | Squadra      | Tempo    |
| ---- | ---------------- | ------------ | -------- |
| 1    | Philippe Gilbert | Omega Pharma | 4h41'31" |
| 2    | Cadel Evans      | BMC          | a 3"     |
| 3    | Thor Hushovd     | Garmin       | a 6"     |

### 2ª tappa

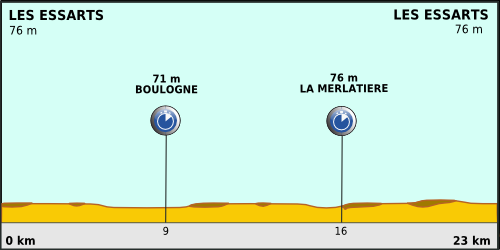
Profilo altimetrico della 2ª tappa

- 3 luglio: Les Essarts > Les Essarts – Cronometro a squadre – 23 km

Risultati
| Pos. | Squadra             | Tempo  |
| ---- | ------------------- | ------ |
| 1    | Team Garmin-Cervélo | 24'48" |
| 2    | BMC Racing Team     | a 4"   |
| 3    | Sky Procycling      | s.t.   |

| Pos. | Corridore    | Squadra | Tempo    |
| ---- | ------------ | ------- | -------- |
| 1    | Thor Hushovd | Garmin  | 5h06'25" |
| 2    | David Millar | Garmin  | s.t.     |
| 3    | Cadel Evans  | BMC     | a 1"     |

### 3ª tappa

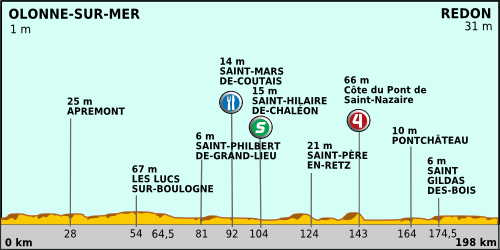
Profilo altimetrico della 3ª tappa

- 4 luglio: Olonne-sur-Mer > Redon – 198 km

Risultati
| Pos. | Corridore          | Squadra     | Tempo    |
| ---- | ------------------ | ----------- | -------- |
| 1    | Tyler Farrar       | Garmin      | 4h40'21" |
| 2    | Romain Feillu      | Vacansoleil | s.t.     |
| 3    | José Joaquín Rojas | Movistar    | s.t.     |

| Pos. | Corridore    | Squadra | Tempo    |
| ---- | ------------ | ------- | -------- |
| 1    | Thor Hushovd | Garmin  | 9h46'46" |
| 2    | David Millar | Garmin  | s.t.     |
| 3    | Cadel Evans  | BMC     | a 1"     |

### 4ª tappa

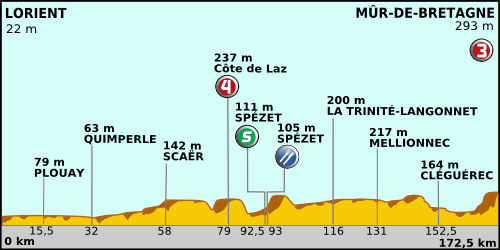
Profilo altimetrico della 4ª tappa

- 5 luglio: Lorient > Mûr-de-Bretagne – 172,5 km

Risultati
| Pos. | Corridore           | Squadra   | Tempo    |
| ---- | ------------------- | --------- | -------- |
| 1    | Cadel Evans         | BMC       | 4h11'39" |
| 2    | Alberto Contador    | Saxo Bank | s.t.     |
| 3    | Aleksandr Vinokurov | Astana    | s.t.     |

| Pos. | Corridore     | Squadra | Tempo     |
| ---- | ------------- | ------- | --------- |
| 1    | Thor Hushovd  | Garmin  | 13h58'25" |
| 2    | Cadel Evans   | BMC     | a 1"      |
| 3    | Fränk Schleck | Leopard | a 4"      |

### 5ª tappa

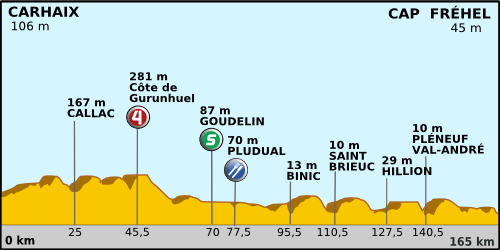
Profilo altimetrico della 5ª tappa

- 6 luglio: Carhaix > Cap Fréhel – 164,5 km

Risultati
| Pos. | Corridore          | Squadra      | Tempo    |
| ---- | ------------------ | ------------ | -------- |
| 1    | Mark Cavendish     | HTC-Highroad | 3h38'32" |
| 2    | Philippe Gilbert   | Omega Pharma | s.t.     |
| 3    | José Joaquín Rojas | Movistar     | s.t.     |

| Pos. | Corridore     | Squadra | Tempo     |
| ---- | ------------- | ------- | --------- |
| 1    | Thor Hushovd  | Garmin  | 17h36'57" |
| 2    | Cadel Evans   | BMC     | a 1"      |
| 3    | Fränk Schleck | Leopard | a 4"      |

### 6ª tappa

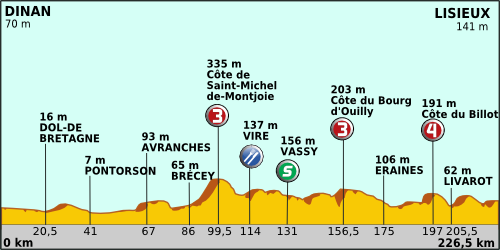
Profilo altimetrico della 6ª tappa

- 7 luglio: Dinan > Lisieux – 226,5 km

Risultati
| Pos. | Corridore            | Squadra        | Tempo    |
| ---- | -------------------- | -------------- | -------- |
| 1    | Edvald Boasson Hagen | Sky Procycling | 5h13'37" |
| 2    | Matthew Goss         | HTC-Highroad   | s.t.     |
| 3    | Thor Hushovd         | Garmin         | s.t.     |

| Pos. | Corridore     | Squadra | Tempo     |
| ---- | ------------- | ------- | --------- |
| 1    | Thor Hushovd  | Garmin  | 22h50'34" |
| 2    | Cadel Evans   | BMC     | a 1"      |
| 3    | Fränk Schleck | Leopard | a 4"      |

### 7ª tappa

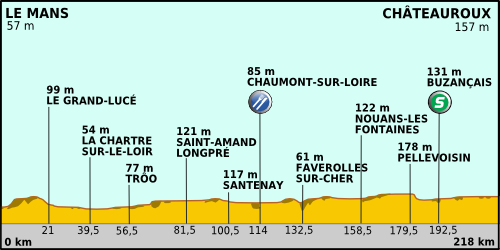
Profilo altimetrico della 7ª tappa

- 8 luglio: Le Mans > Châteauroux – 218 km

Risultati
| Pos. | Corridore           | Squadra      | Tempo    |
| ---- | ------------------- | ------------ | -------- |
| 1    | Mark Cavendish      | HTC-Highroad | 5h38'53" |
| 2    | Alessandro Petacchi | Lampre-ISD   | s.t.     |
| 3    | André Greipel       | Omega Pharma | s.t.     |

| Pos. | Corridore     | Squadra | Tempo     |
| ---- | ------------- | ------- | --------- |
| 1    | Thor Hushovd  | Garmin  | 28h29'27" |
| 2    | Cadel Evans   | BMC     | a 1"      |
| 3    | Fränk Schleck | Leopard | a 4"      |

### 8ª tappa

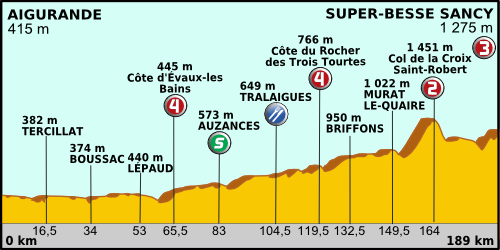
Profilo altimetrico dell'8ª tappa

- 9 luglio: Aigurande > Super-Besse Sancy – 189 km

Risultati
| Pos. | Corridore          | Squadra      | Tempo    |
| ---- | ------------------ | ------------ | -------- |
| 1    | Rui Faria da Costa | Movistar     | 4h36'46" |
| 2    | Philippe Gilbert   | Omega Pharma | a 12"    |
| 3    | Cadel Evans        | BMC          | a 15"    |

| Pos. | Corridore     | Squadra | Tempo     |
| ---- | ------------- | ------- | --------- |
| 1    | Thor Hushovd  | Garmin  | 33h06'28" |
| 2    | Cadel Evans   | BMC     | a 1"      |
| 3    | Fränk Schleck | Leopard | a 4"      |

### 9ª tappa

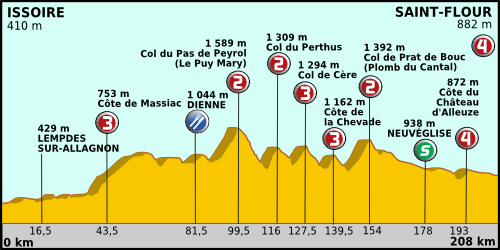
Profilo altimetrico della 9ª tappa

- 10 luglio: Issoire > Saint-Flour – 208 km

Risultati
| Pos. | Corridore         | Squadra  | Tempo    |
| ---- | ----------------- | -------- | -------- |
| 1    | Luis León Sánchez | Rabobank | 5h27'09" |
| 2    | Thomas Voeckler   | Europcar | a 5"     |
| 3    | Sandy Casar       | FDJ      | a 13"    |

| Pos. | Corridore         | Squadra  | Tempo     |
| ---- | ----------------- | -------- | --------- |
| 1    | Thomas Voeckler   | Europcar | 38h35'11" |
| 2    | Luis León Sánchez | Rabobank | a 1'49"   |
| 3    | Cadel Evans       | BMC      | a 2'26"   |

### 10ª tappa

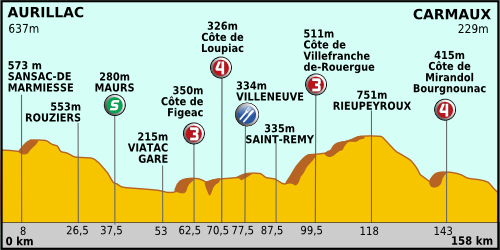
Profilo altimetrico della 10ª tappa

- 12 luglio: Aurillac > Carmaux – 158 km

Risultati
| Pos. | Corridore          | Squadra      | Tempo    |
| ---- | ------------------ | ------------ | -------- |
| 1    | André Greipel      | Omega Pharma | 3h31'21" |
| 2    | Mark Cavendish     | HTC-Highroad | s.t.     |
| 3    | José Joaquín Rojas | Movistar     | s.t.     |

| Pos. | Corridore         | Squadra  | Tempo     |
| ---- | ----------------- | -------- | --------- |
| 1    | Thomas Voeckler   | Europcar | 42h06'32" |
| 2    | Luis León Sánchez | Rabobank | a 1'49"   |
| 3    | Cadel Evans       | BMC      | a 2'26"   |

### 11ª tappa

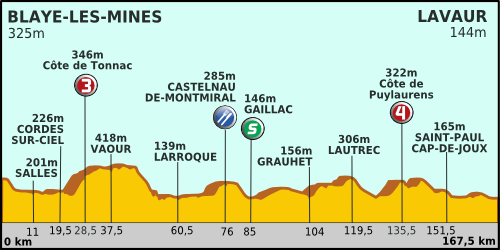
Profilo altimetrico dell'11ª tappa

- 13 luglio: Blaye-les-Mines > Lavaur – 167,5 km

Risultati
| Pos. | Corridore      | Squadra      | Tempo    |
| ---- | -------------- | ------------ | -------- |
| 1    | Mark Cavendish | HTC-Highroad | 3h46'07" |
| 2    | André Greipel  | Omega Pharma | s.t.     |
| 3    | Tyler Farrar   | Garmin       | s.t.     |

| Pos. | Corridore         | Squadra  | Tempo     |
| ---- | ----------------- | -------- | --------- |
| 1    | Thomas Voeckler   | Europcar | 45h52'39" |
| 2    | Luis León Sánchez | Rabobank | a 1'49"   |
| 3    | Cadel Evans       | BMC      | a 2'26"   |

### 12ª tappa

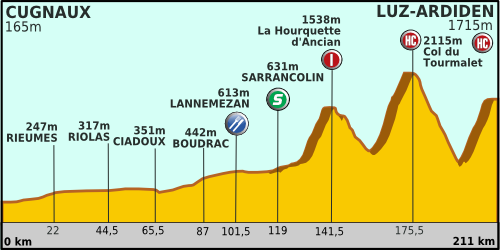
Profilo altimetrico della 12ª tappa

- 14 luglio: Cugnaux > Luz-Ardiden – 211 km

Risultati
| Pos. | Corridore       | Squadra      | Tempo    |
| ---- | --------------- | ------------ | -------- |
| 1    | Samuel Sánchez  | Euskaltel    | 6h01'15" |
| 2    | Jelle Vanendert | Omega Pharma | a 7"     |
| 3    | Fränk Schleck   | Leopard      | a 10"    |

| Pos. | Corridore       | Squadra  | Tempo     |
| ---- | --------------- | -------- | --------- |
| 1    | Thomas Voeckler | Europcar | 51h54'44" |
| 2    | Fränk Schleck   | Leopard  | a 1'49"   |
| 3    | Cadel Evans     | BMC      | a 2'06"   |

### 13ª tappa

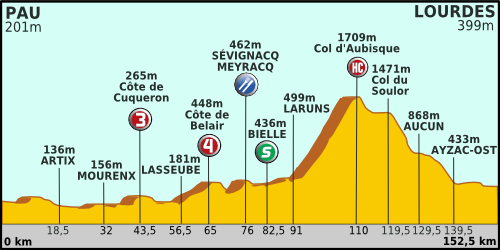
Profilo altimetrico della 13ª tappa

- 15 luglio: Pau > Lourdes – 152,5 km

Risultati
| Pos. | Corridore       | Squadra | Tempo    |
| ---- | --------------- | ------- | -------- |
| 1    | Thor Hushovd    | Garmin  | 3h47'36" |
| 2    | David Moncoutié | Cofidis | a 10"    |
| 3    | Jérémy Roy      | FDJ     | a 26"    |

| Pos. | Corridore       | Squadra  | Tempo     |
| ---- | --------------- | -------- | --------- |
| 1    | Thomas Voeckler | Europcar | 55h49'57" |
| 2    | Fränk Schleck   | Leopard  | a 1'49"   |
| 3    | Cadel Evans     | BMC      | a 2'06"   |

### 14ª tappa

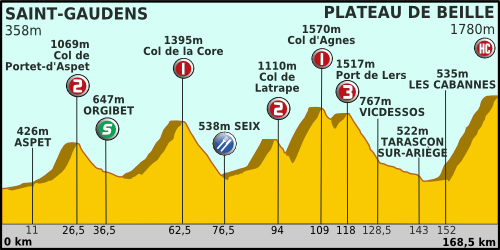
Profilo altimetrico della 14ª tappa

- 16 luglio: Saint-Gaudens > Plateau de Beille – 168,5 km

Risultati
| Pos. | Corridore       | Squadra      | Tempo    |
| ---- | --------------- | ------------ | -------- |
| 1    | Jelle Vanendert | Omega Pharma | 5h13'25" |
| 2    | Samuel Sánchez  | Euskaltel    | a 21"    |
| 3    | Andy Schleck    | Leopard      | a 46"    |

| Pos. | Corridore       | Squadra  | Tempo     |
| ---- | --------------- | -------- | --------- |
| 1    | Thomas Voeckler | Europcar | 61h04'10" |
| 2    | Fränk Schleck   | Leopard  | a 1'49"   |
| 3    | Cadel Evans     | BMC      | a 2'06"   |

### 15ª tappa

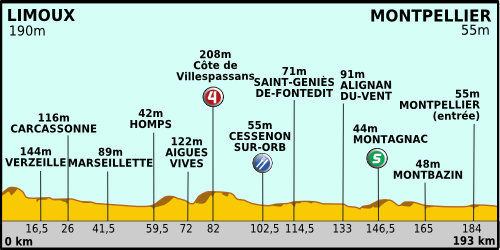
Profilo altimetrico della 15ª tappa

- 17 luglio: Limoux > Montpellier – 192,5 km

Risultati
| Pos. | Corridore           | Squadra      | Tempo    |
| ---- | ------------------- | ------------ | -------- |
| 1    | Mark Cavendish      | HTC-Highroad | 4h20'24" |
| 2    | Tyler Farrar        | Garmin       | s.t.     |
| 3    | Alessandro Petacchi | Lampre-ISD   | s.t.     |

| Pos. | Corridore       | Squadra  | Tempo     |
| ---- | --------------- | -------- | --------- |
| 1    | Thomas Voeckler | Europcar | 65h24'34" |
| 2    | Fränk Schleck   | Leopard  | a 1'49"   |
| 3    | Cadel Evans     | BMC      | a 2'06"   |

### 16ª tappa

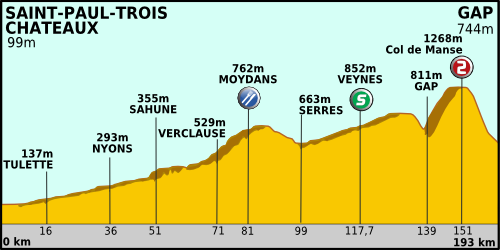
Profilo altimetrico della 16ª tappa

- 19 luglio: Saint-Paul-Trois-Châteaux > Gap – 162,5 km

Risultati
| Pos. | Corridore            | Squadra        | Tempo    |
| ---- | -------------------- | -------------- | -------- |
| 1    | Thor Hushovd         | Garmin         | 3h31'38" |
| 2    | Edvald Boasson Hagen | Sky Procycling | s.t.     |
| 3    | Ryder Hesjedal       | Garmin         | s.t.     |

| Pos. | Corridore       | Squadra  | Tempo     |
| ---- | --------------- | -------- | --------- |
| 1    | Thomas Voeckler | Europcar | 69h00'56" |
| 2    | Cadel Evans     | BMC      | a 1'45"   |
| 3    | Fränk Schleck   | Leopard  | a 1'49"   |

### 17ª tappa

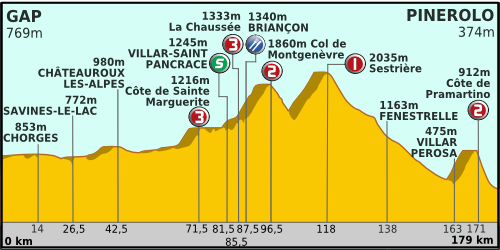
Profilo altimetrico della 17ª tappa

- 20 luglio: Gap > Pinerolo (Italia) – 179 km

Risultati
| Pos. | Corridore            | Squadra        | Tempo    |
| ---- | -------------------- | -------------- | -------- |
| 1    | Edvald Boasson Hagen | Sky Procycling | 4h18'00" |
| 2    | Bauke Mollema        | Rabobank       | a 40"    |
| 3    | Sandy Casar          | FDJ            | a 50"    |

| Pos. | Corridore       | Squadra  | Tempo     |
| ---- | --------------- | -------- | --------- |
| 1    | Thomas Voeckler | Europcar | 73h23'49" |
| 2    | Cadel Evans     | BMC      | a 1'18"   |
| 3    | Fränk Schleck   | Leopard  | a 1'22"   |

### 18ª tappa

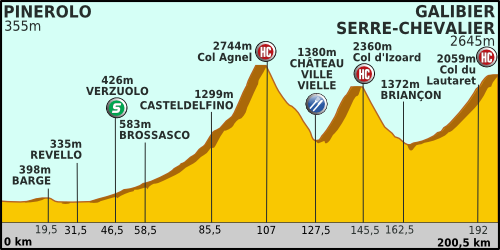
Profilo altimetrico della 18ª tappa

- 21 luglio: Pinerolo (Italia) > Galibier Serre-Chevalier – 200,5 km

Risultati
| Pos. | Corridore     | Squadra | Tempo    |
| ---- | ------------- | ------- | -------- |
| 1    | Andy Schleck  | Leopard | 6h07'56" |
| 2    | Fränk Schleck | Leopard | a 2'07"  |
| 3    | Cadel Evans   | BMC     | a 2'15"  |

| Pos. | Corridore       | Squadra  | Tempo     |
| ---- | --------------- | -------- | --------- |
| 1    | Thomas Voeckler | Europcar | 79h34'06" |
| 2    | Andy Schleck    | Leopard  | a 15"     |
| 3    | Fränk Schleck   | Leopard  | a 1'08"   |

### 19ª tappa

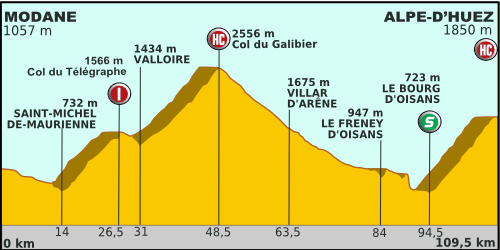
Profilo altimetrico della 19ª tappa

- 22 luglio: Modane Valfréjus > Alpe d'Huez – 109,5 km

Risultati
| Pos. | Corridore        | Squadra   | Tempo    |
| ---- | ---------------- | --------- | -------- |
| 1    | Pierre Rolland   | Europcar  | 3h13'25" |
| 2    | Samuel Sánchez   | Euskaltel | a 14"    |
| 3    | Alberto Contador | Saxo Bank | a 23"    |

| Pos. | Corridore     | Squadra | Tempo     |
| ---- | ------------- | ------- | --------- |
| 1    | Andy Schleck  | Leopard | 82h48'43" |
| 2    | Fränk Schleck | Leopard | a 53"     |
| 3    | Cadel Evans   | BMC     | a 57"     |

### 20ª tappa

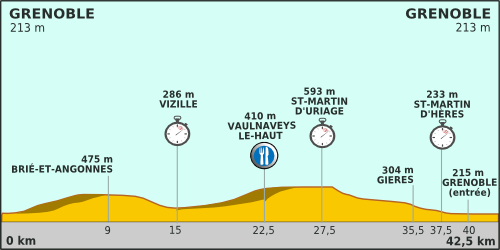
Profilo altimetrico della 20ª tappa

- 23 luglio: Grenoble > Grenoble – Cronometro individuale – 42,5 km

Risultati
| Pos. | Corridore        | Squadra   | Tempo   |
| ---- | ---------------- | --------- | ------- |
| 1    | Tony Martin      | HTC       | 55'34"  |
| 2    | Cadel Evans      | BMC       | a 6"    |
| 3    | Alberto Contador | Saxo Bank | a 1'06" |

| Pos. | Corridore     | Squadra | Tempo     |
| ---- | ------------- | ------- | --------- |
| 1    | Cadel Evans   | BMC     | 83h45'20" |
| 2    | Andy Schleck  | Leopard | a 1'35"   |
| 3    | Fränk Schleck | Leopard | a 2'30"   |

La classifica generale prima dell'ultima cronometro vedeva Andy Schleck al comando con 53" di vantaggio sul fratello Fränk e 57" su Cadel Evans. Quest'ultimo però termina secondo la prova contro il tempo, dietro solo a Tony Martin, e infligge 2'31" a Andy Schleck, risultato che gli permette di trionfare al Tour dopo due secondi posti.

### 21ª tappa

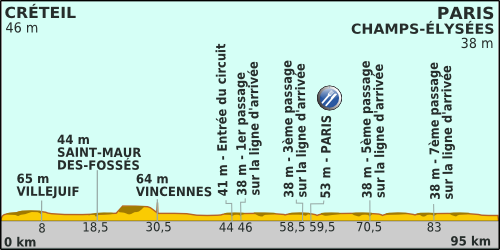
Profilo altimetrico della 21ª tappa

- 24 luglio: Créteil > Parigi (Champs-Élysées) - 95 km

Risultati
| Pos. | Corridore            | Squadra | Tempo    |
| ---- | -------------------- | ------- | -------- |
| 1    | Mark Cavendish       | HTC     | 2h27'02" |
| 2    | Edvald Boasson Hagen | Sky     | s.t.     |
| 3    | André Greipel        | Omega   | s.t.     |

| Pos. | Corridore     | Squadra | Tempo     |
| ---- | ------------- | ------- | --------- |
| 1    | Cadel Evans   | BMC     | 86h12'22" |
| 2    | Andy Schleck  | Leopard | a 1'34"   |
| 3    | Fränk Schleck | Leopard | a 2'30"   |

## Evoluzione delle classifiche
| Tappa              | Vincitore            | Classifica generale Maglia gialla | Classifica a punti Maglia verde | Classifica scalatori Maglia a pois | Classifica giovani Maglia bianca | Classifica a squadre Numero giallo | Premio combattività Numero rosso      |
| ------------------ | -------------------- | --------------------------------- | ------------------------------- | ---------------------------------- | -------------------------------- | ---------------------------------- | ------------------------------------- |
| 1ª                 | Philippe Gilbert     | Philippe Gilbert                  | Philippe Gilbert                | Philippe Gilbert                   | Geraint Thomas                   | Omega Pharma-Lotto                 | Perrig Quéméneur                      |
| 2ª                 | Team Garmin-Cervélo  | Thor Hushovd                      | Philippe Gilbert                | Philippe Gilbert                   | Geraint Thomas                   | Team Garmin-Cervélo                | non assegnato                         |
| 3ª                 | Tyler Farrar         | Thor Hushovd                      | José Joaquín Rojas              | Philippe Gilbert                   | Geraint Thomas                   | Team Garmin-Cervélo                | Mickaël Delage                        |
| 4ª                 | Cadel Evans          | Thor Hushovd                      | José Joaquín Rojas              | Cadel Evans                        | Geraint Thomas                   | Team Garmin-Cervélo                | Jérémy Roy                            |
| 5ª                 | Mark Cavendish       | Thor Hushovd                      | Philippe Gilbert                | Cadel Evans                        | Geraint Thomas                   | Team Garmin-Cervélo                | José Iván Gutiérrez                   |
| 6ª                 | Edvald Boasson Hagen | Thor Hushovd                      | Philippe Gilbert                | Johnny Hoogerland                  | Geraint Thomas                   | Team Garmin-Cervélo                | Adriano Malori                        |
| 7ª                 | Mark Cavendish       | Thor Hushovd                      | José Joaquín Rojas              | Johnny Hoogerland                  | Robert Gesink                    | Team Garmin-Cervélo                | Yannick Talabardon                    |
| 8ª                 | Rui Faria da Costa   | Thor Hushovd                      | Philippe Gilbert                | Tejay van Garderen                 | Robert Gesink                    | Team Garmin-Cervélo                | Tejay van Garderen                    |
| 9ª                 | Luis León Sánchez    | Thomas Voeckler                   | Philippe Gilbert                | Johnny Hoogerland                  | Robert Gesink                    | Team Europcar                      | Juan Antonio Flecha Johnny Hoogerland |
| 10ª                | André Greipel        | Thomas Voeckler                   | Philippe Gilbert                | Johnny Hoogerland                  | Robert Gesink                    | Team Europcar                      | Marco Marcato                         |
| 11ª                | Mark Cavendish       | Thomas Voeckler                   | Mark Cavendish                  | Johnny Hoogerland                  | Robert Gesink                    | Team Europcar                      | Mickaël Delage                        |
| 12ª                | Samuel Sánchez       | Thomas Voeckler                   | Mark Cavendish                  | Samuel Sánchez                     | Arnold Jeannesson                | Team Leopard-Trek                  | Geraint Thomas                        |
| 13ª                | Thor Hushovd         | Thomas Voeckler                   | Mark Cavendish                  | Jérémy Roy                         | Arnold Jeannesson                | Team Garmin-Cervélo                | Jérémy Roy                            |
| 14ª                | Jelle Vanendert      | Thomas Voeckler                   | Mark Cavendish                  | Jelle Vanendert                    | Rigoberto Urán                   | Team Leopard-Trek                  | Sandy Casar                           |
| 15ª                | Mark Cavendish       | Thomas Voeckler                   | Mark Cavendish                  | Jelle Vanendert                    | Rigoberto Urán                   | Team Leopard-Trek                  | Niki Terpstra                         |
| 16ª                | Thor Hushovd         | Thomas Voeckler                   | Mark Cavendish                  | Jelle Vanendert                    | Rigoberto Urán                   | Team Garmin-Cervélo                | Michail Ignat'ev                      |
| 17ª                | Edvald Boasson Hagen | Thomas Voeckler                   | Mark Cavendish                  | Jelle Vanendert                    | Rigoberto Urán                   | Team Garmin-Cervélo                | Rubén Pérez                           |
| 18ª                | Andy Schleck         | Thomas Voeckler                   | Mark Cavendish                  | Jelle Vanendert                    | Rein Taaramäe                    | Team Garmin-Cervélo                | Andy Schleck                          |
| 19ª                | Pierre Rolland       | Andy Schleck                      | Mark Cavendish                  | Samuel Sánchez                     | Pierre Rolland                   | Team Garmin-Cervélo                | Alberto Contador                      |
| 20ª                | Tony Martin          | Cadel Evans                       | Mark Cavendish                  | Samuel Sánchez                     | Pierre Rolland                   | Team Garmin-Cervélo                | non assegnato                         |
| 21ª                | Mark Cavendish       | Cadel Evans                       | Mark Cavendish                  | Samuel Sánchez                     | Pierre Rolland                   | Team Garmin-Cervélo                | non assegnato                         |
| Classifiche finali | Classifiche finali   | Cadel Evans                       | Mark Cavendish                  | Samuel Sánchez                     | Pierre Rolland                   | Team Garmin-Cervélo                | Jérémy Roy                            |

Maglie indossate da altri ciclisti in caso di due o più maglie vinte:
- Nella 2ª tappa Cadel Evans ha indossato la maglia verde al posto di Philippe Gilbert.
- Nella 2ª tappa Thor Hushovd ha indossato la maglia a pois al posto di Philippe Gilbert.
- Nella 3ª tappa Cadel Evans ha indossato la maglia a pois al posto di Philippe Gilbert.

## Classifiche finali

### Classifica generale - Maglia gialla

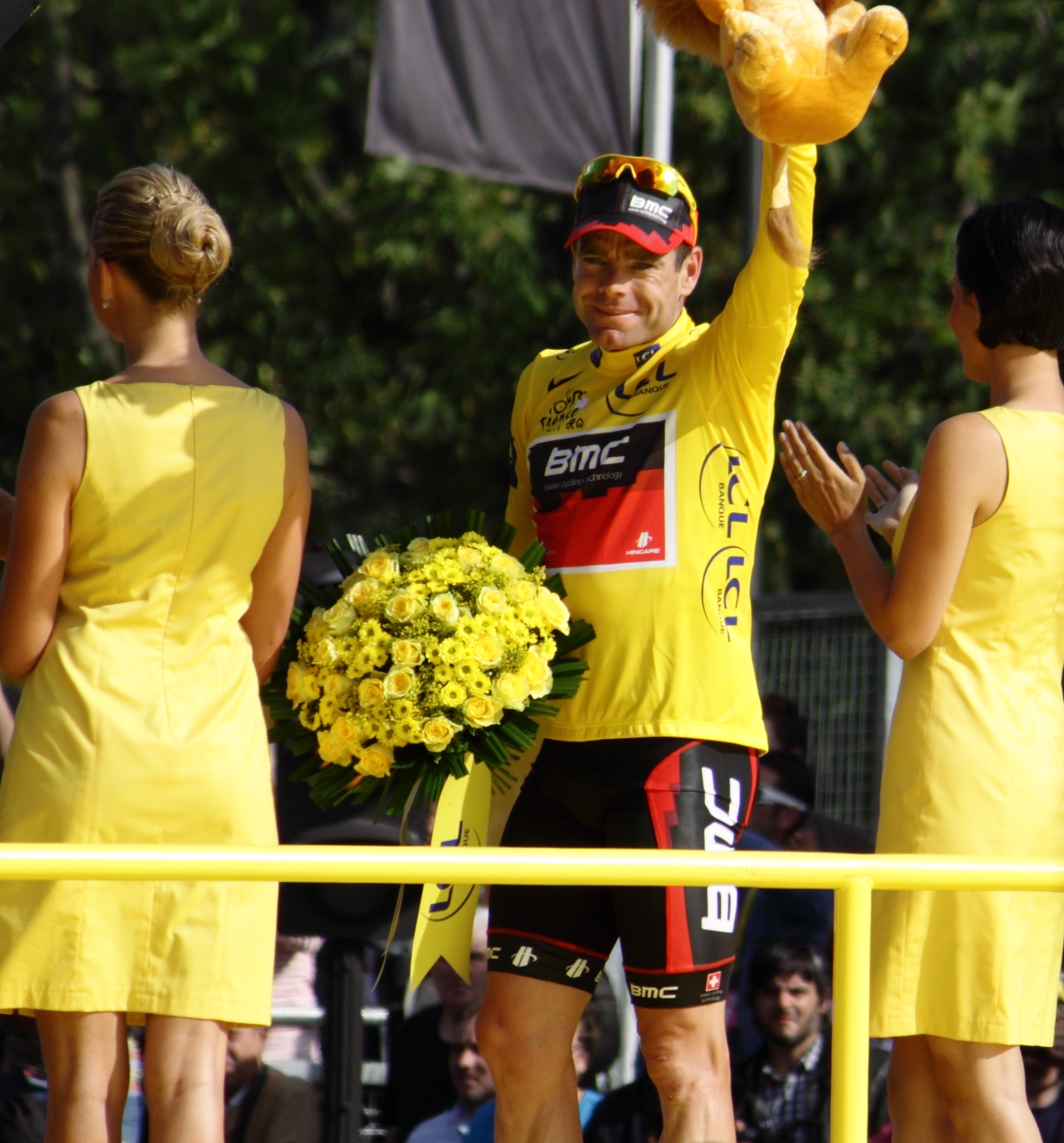
Cadel Evans è il primo australiano a trionfare al Tour de France

| Pos. | Corridore              | Squadra      | Tempo     |
| ---- | ---------------------- | ------------ | --------- |
| 1    | Cadel Evans            | BMC          | 86h12'22" |
| 2    | Andy Schleck           | Leopard      | a 1'34"   |
| 3    | Fränk Schleck          | Leopard      | a 2'30"   |
| 4    | Thomas Voeckler        | Europcar     | a 3'20"   |
| SQ   | Alberto Contador       | Saxo Bank    | a 3'57"   |
| 5    | Samuel Sánchez         | Euskaltel    | a 4'55"   |
| 6    | Damiano Cunego         | Lampre-ISD   | a 6'05"   |
| 7    | Ivan Basso             | Liquigas     | a 7'23"   |
| 8    | Tom Danielson          | Garmin       | a 8'15″   |
| 9    | Jean-Christophe Péraud | AG2R La Mon. | a 10'11″  |
| 10   | Pierre Rolland         | Europcar     | a 10'43″  |

### Classifica a punti - Maglia verde
| Pos. | Corridore          | Squadra      | Punti |
| ---- | ------------------ | ------------ | ----- |
| 1    | Mark Cavendish     | HTC-Highroad | 334   |
| 2    | José Joaquín Rojas | Movistar     | 272   |
| 3    | Philippe Gilbert   | Omega Pharma | 236   |
| 4    | Cadel Evans        | BMC          | 208   |
| 5    | Thor Hushovd       | Garmin       | 195   |

### Classifica scalatori - Maglia a pois
| Pos. | Corridore       | Squadra      | Punti |
| ---- | --------------- | ------------ | ----- |
| 1    | Samuel Sánchez  | Euskaltel    | 108   |
| 2    | Andy Schleck    | Leopard      | 98    |
| 3    | Jelle Vanendert | Omega Pharma | 74    |
| 4    | Cadel Evans     | BMC          | 58    |
| 5    | Fränk Schleck   | Leopard      | 56    |

### Classifica giovani - Maglia bianca
| Pos. | Corridore         | Squadra      | Tempo     |
| ---- | ----------------- | ------------ | --------- |
| 1    | Pierre Rolland    | EUC          | 86h23'06" |
| 2    | Rein Taaramäe     | Cofidis      | a 46"     |
| 3    | Jérôme Coppel     | Saur-Sojasun | a 7'53″   |
| 4    | Arnold Jeannesson | FDJ          | a 10'37"  |
| 5    | Rob Ruijgh        | Vacansoleil  | a 22'21″  |

### Classifica a squadre - Numero giallo
| Pos. | Squadra             | Tempo      |
| ---- | ------------------- | ---------- |
| 1    | Team Garmin-Cervélo | 258h18'49" |
| 2    | Team Leopard-Trek   | a 11'04"   |
| 3    | AG2R La Mondiale    | a 11'20"   |
| 4    | Team Europcar       | a 41'53"   |
| 5    | Euskaltel-Euskadi   | a 52'00"   |

## Punteggi UCI
| Pos. | Corridore              | Squadra        | Punti |
| ---- | ---------------------- | -------------- | ----- |
| 1    | Cadel Evans            | BMC            | 260   |
| 2    | Andy Schleck           | Leopard        | 176   |
| 3    | Fränk Schleck          | Leopard        | 136   |
| 4    | Samuel Sánchez         | Euskaltel      | 134   |
| SQ   | Alberto Contador       | Saxo Bank      | 122   |
| 6    | Mark Cavendish         | HTC-Highroad   | 112   |
| 7    | Damiano Cunego         | Lampre-ISD     | 80    |
| 8    | Ivan Basso             | Liquigas       | 78    |
| 9    | Edvald Boasson Hagen   | Sky Procycling | 62    |
| 10   | Tom Danielson          | Garmin         | 60    |
| 11   | Thor Hushovd           | Garmin         | 56    |
| 12   | Jean-Christophe Péraud | AG2R La Mon.   | 50    |
| 13   | Philippe Gilbert       | Omega Pharma   | 46    |
| 14   | André Greipel          | Omega Pharma   | 42    |
| 15   | Tyler Farrar           | Garmin         | 40    |
| 16   | Jelle Vanendert        | Omega Pharma   | 34    |
| 17   | José Joaquín Rojas     | Movistar       | 26    |
| 18   | Tony Martin            | HTC-Highroad   | 24    |
| 18   | Kevin De Weert         | Quickstep      | 24    |
| 20   | Rui Costa              | Movistar       | 20    |
| 20   | Luis León Sánchez      | Rabobank       | 20    |
| 20   | Romain Feillu          | Vacansoleil    | 20    |
| 23   | Alessandro Petacchi    | Lampre-ISD     | 16    |
| 24   | Ryder Hesjedal         | Garmin         | 14    |
| 25   | Haimar Zubeldia        | RadioShack     | 12    |
| 26   | Matthew Goss           | HTC-Highroad   | 10    |
| 26   | Bauke Mollema          | Rabobank       | 10    |
| 26   | Christian Vande Velde  | Garmin         | 10    |
| 26   | Peter Velits           | HTC-Highroad   | 10    |
| 30   | Aleksandr Vinokurov    | Astana         | 6     |
| 30   | Rigoberto Urán         | Sky Procycling | 6     |
| 32   | Sébastien Hinault      | AG2R La Mon.   | 4     |
| 32   | Denis Galimzjanov      | Katusha        | 4     |
| 32   | Lars Bak               | HTC-Highroad   | 4     |
| 32   | Daniel Oss             | Liquigas       | 4     |
| 32   | Thomas De Gendt        | Vacansoleil    | 4     |
| 37   | Geraint Thomas         | Sky Procycling | 2     |
| 37   | Jurgen Van den Broeck  | Omega Pharma   | 2     |
| 37   | Jérôme Pineau          | Quickstep      | 2     |
| 37   | Sylvain Chavanel       | Quickstep      | 2     |
| 37   | Richie Porte           | Saxo Bank      | 2     |
| 37   | Michail Ignat'ev       | Katusha        | 2     |
| 37   | Fabian Cancellara      | Leopard        | 2     |

| Pos. | Squadra                | Punti |
| ---- | ---------------------- | ----- |
| 1    | Team Leopard-Trek      | 314   |
| 2    | BMC Racing Team        | 260   |
| 3    | Team Garmin-Cervélo    | 180   |
| 4    | HTC-Highroad           | 160   |
| 5    | Euskaltel-Euskadi      | 134   |
| 6    | Omega Pharma-Lotto     | 124   |
| 6    | Saxo Bank-Sungard      | 124   |
| 8    | Lampre-ISD             | 96    |
| 9    | Liquigas-Cannondale    | 82    |
| 10   | Sky Procycling         | 70    |
| 11   | AG2R La Mondiale       | 54    |
| 12   | Movistar Team          | 46    |
| 13   | Rabobank Cycling Team  | 30    |
| 14   | Quickstep Cycling Team | 28    |
| 15   | Vacansoleil-DCM        | 24    |
| 16   | Team RadioShack        | 12    |
| 17   | Pro Team Astana        | 6     |
| 17   | Katusha Team           | 6     |

| Pos. | Nazione     | Punti |
| ---- | ----------- | ----- |
| 1    | Spagna      | 314   |
| 2    | Lussemburgo | 312   |
| 3    | Australia   | 272   |
| 4    | Italia      | 178   |
| 5    | Norvegia    | 118   |
| 6    | Regno Unito | 114   |
| 7    | Belgio      | 110   |
| 7    | Stati Uniti | 110   |
| 9    | Francia     | 78    |
| 10   | Germania    | 66    |
| 11   | Portogallo  | 20    |
| 12   | Canada      | 14    |
| 13   | Paesi Bassi | 10    |
| 13   | Slovacchia  | 10    |
| 15   | Colombia    | 6     |
| 15   | Kazakistan  | 6     |
| 15   | Russia      | 6     |
| 18   | Danimarca   | 4     |
| 19   | Svizzera    | 2     |